# Aneides
Aneides là một chi động vật lưỡng cư trong họ Plethodontidae, thuộc bộ Caudata. Chi này có 6 loài và không bị đe dọa tuyệt chủng.

## Các loài
- Aneides aeneus (Cope y Packard, 1881).
- Aneides ferreus Cope, 1869. foto
- Aneides flavipunctatus (Strauch, 1870).
- Aneides hardii (Taylor, 1941).
- Aneides lugubris (Hallowell, 1849).
- Aneides vagrans Wake y Jackman, 1999. foto

## Hình ảnh

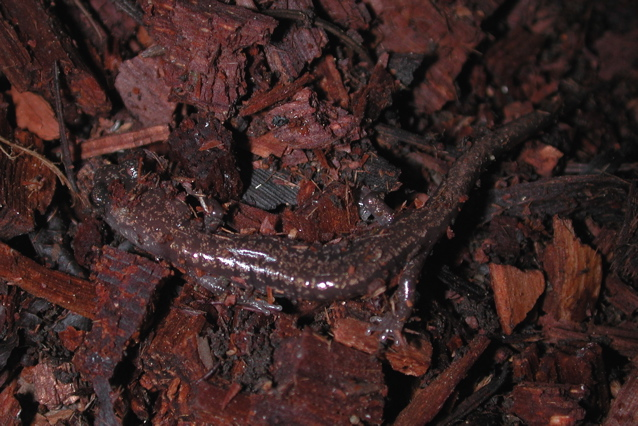
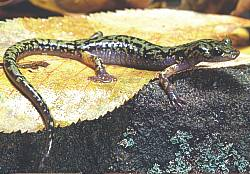
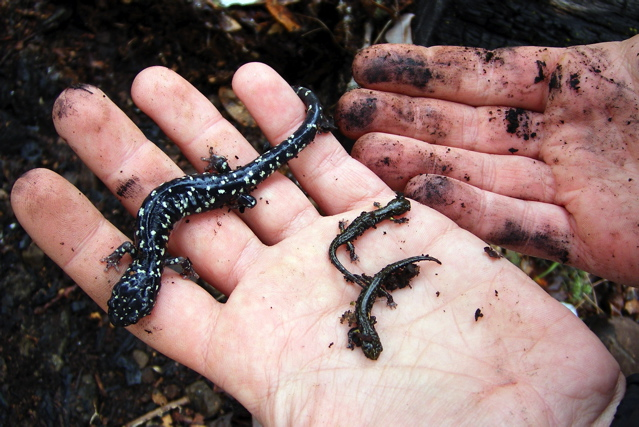
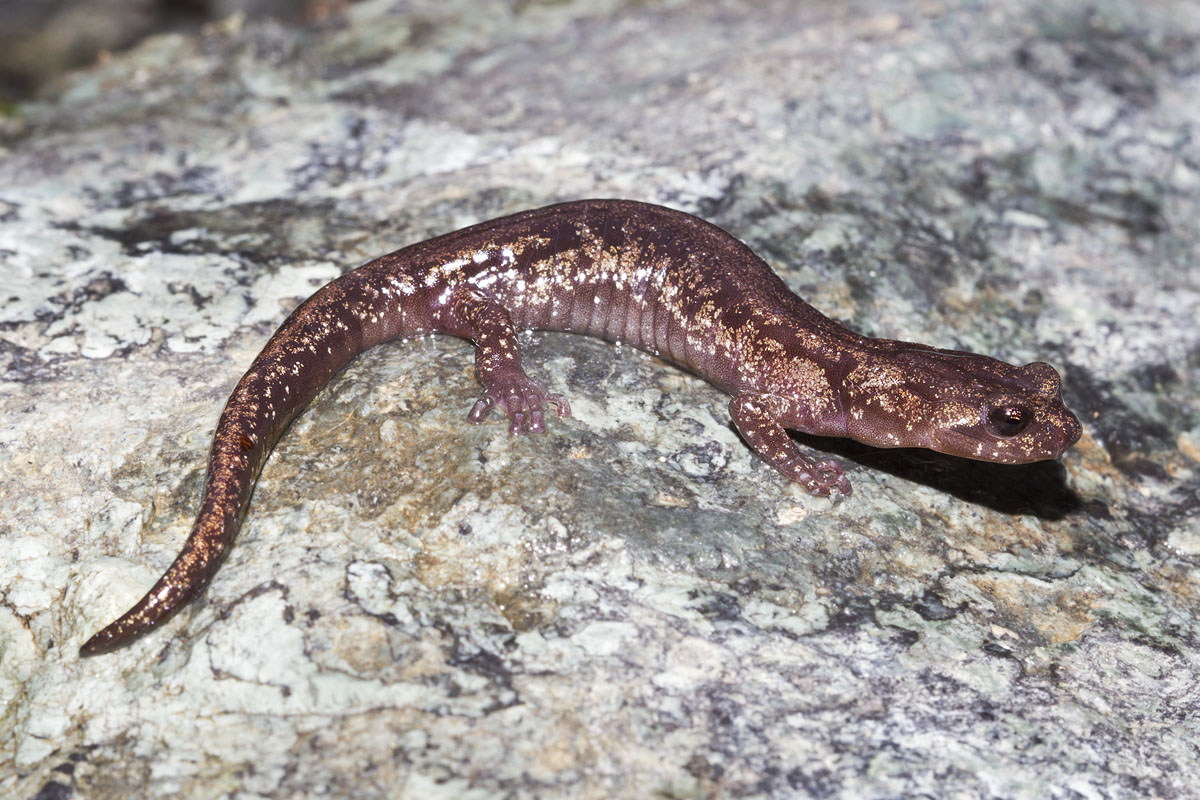